# Néris-les-Bains
Néris-les-Bains är en kommun i departementet Allier i regionen Auvergne-Rhône-Alpes i de centrala delarna av Frankrike. Kommunen ligger  i kantonen Montluçon-Sud (3e Canton) som ligger i arrondissementet Montluçon. År 2022 hade Néris-les-Bains 2 441 invånare.

## Befolkningsutveckling
Antalet invånare i kommunen Néris-les-Bains
Referens: INSEE